# Westchester (Florida)
Westchester statisztikai település az Amerikai Egyesült Államokban, Florida államban, Miami-Dade megyében. Lakosainak száma 56 384 fő (2020. április 1.).

## Népesség
A település népességének változása:
| Lakosok száma | 30 271 | 29 862 | 56 384 |
|               | 2000   | 2010   | 2020   |